# Anonaepestis bengalella
Anonaepestis bengalella är en fjärilsart som beskrevs av Émile Louis Ragonot 1894. Anonaepestis bengalella ingår i släktet Anonaepestis och familjen mott. Inga underarter finns listade i Catalogue of Life.